# Morgonstjärna (växt)
För andra betydelser, se Morgonstjärna.
Morgonstjärna (Ornithogalum umbellatum) är en växtart i familjen hyacintväxter som växer vild i Europa, Nordafrika och västra Asien. Arten kan påträffas förvildad i Sverige och odlas även som prydnadsväxt i trädgårdar.
Arten är en flerårig ört med bladlös stjälk och lök. Bladen är gröna, cirka 5 mm breda och utgår direkt från löken. Blommorna sitter i en kvastlik klase med mer eller mindre utstående skaft. Kalkbladen är rent vita på insidan, utsidan är grön med en vit kant. Blommorna blir cirka 3-4 cm breda och är endast utslagna i soligt väder. Ståndarna har likformiga ståndarsträngar som är ungefär lika breda som ståndarknappen. Frukten är en sexkantig, omvänt kägellik kapsel. Arten blommar i maj-juni i Sverige. I hela växten finns hjärtaktiva gifter.
Morgonstjärnan kan förväxlas med spärrmorgonstjärna (Ornithogalum divergens) hos vilken de nedersta blomskaften är rakt utstående och tvärt uppböjda i spetsen. 
Artepitetet umbellatum (lat.) betyder flock och syftar på den flocklika blomställningen. 

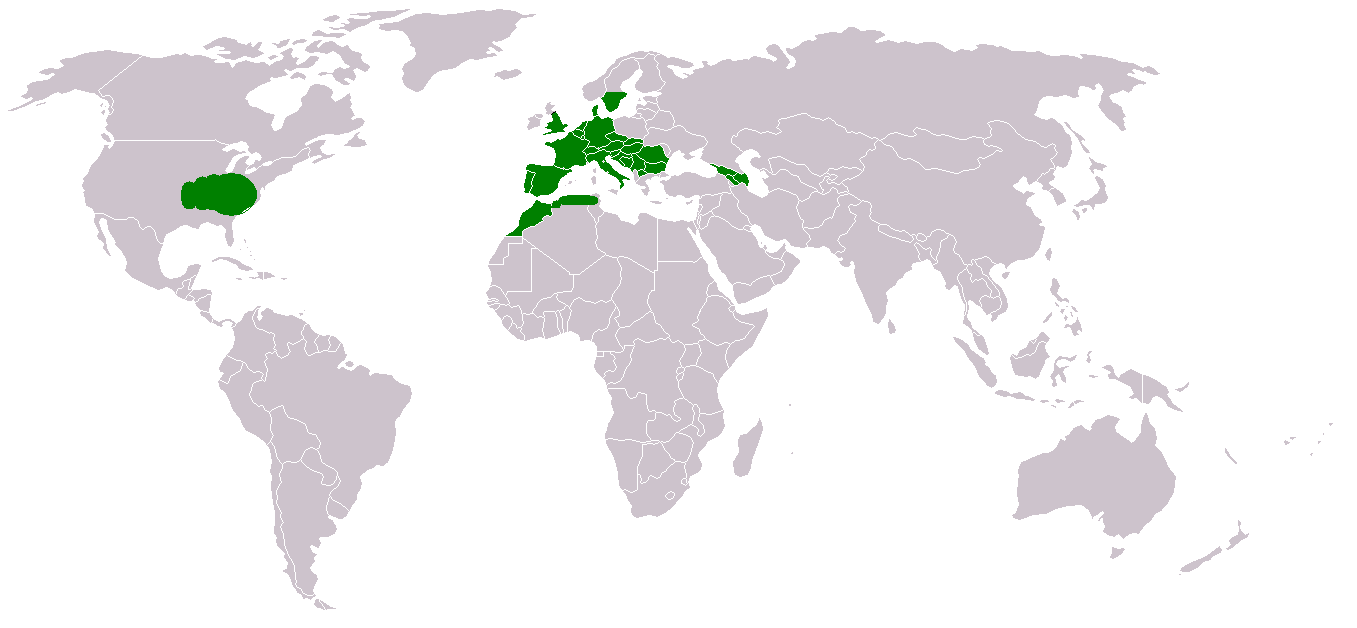
Utbredningsområde

## Synonymer
Hyacinthus umbellatus (L.) E.H.L.Krause
Ornithogalum boraeanum Jord. & Fourr.
Ornithogalum cespititium Jord. & Fourr.
Ornithogalum corymbosum Gaterau nom. illeg.
Ornithogalum declinatum Jord. & Fourr.
Ornithogalum dioscoridis Bubani nom. illeg.
Ornithogalum divergens Boreau
Ornithogalum parviflorum Jord. & Fourr.
Ornithogalum paterfamilias Godr.
Ornithogalum proliferum Jord. & Fourr.
Ornithogalum rusticum Jord. & Fourr.
Ornithogalum stellare Salisb. nom. illeg.
Ornithogalum tardans Jord. & Fourr.
Ornithogalum umbellatum var. paterfamilias (Godr.) P.Fourn.
Ornithogalum umbellatum proles paterfamilias (Godr.) Rouy
Ornithogalum umbellatum subsp. campestre Rouy
Ornithogalum umbellatum subsp. divergens (Boreau) Bonnier & Layens
Ornithogalum umbellatum subsp. paterfamilias (Godr.) Asch. & Graebn.
Scilla campestris Savi nom. illeg.
Stellaris corymbosa Moench nom. illeg.
Stellaris narbonensis Walther